# Bezdzietność
Bezdzietność, bezpotomność – brak potomstwa danego osobnika, będący rezultatem czynników biologicznych lub celowej rezygnacji z rodzicielstwa.
Powody braku dzieci (u ludzi) bywają różne:
- niepłodność lub bezpłodność, np. impotencja mężczyzny;
- świadomy wybór (dobrowolna bezdzietność), np. życie w celibacie;
- splot okoliczności losowych – długoletnia rozłąka z partnerem, wczesne wdowieństwo, brak odpowiedniego partnera.

## Bezdzietność w Polsce i na świecie
W Polsce wśród kobiet urodzonych w 1965 odsetek bezdzietnych wyniósł 15,5%. Co szósta para nie ma dziecka. Co do par bezdzietnych z wyboru, szacuje się, iż stanowią 6 do 10% wszystkich związków. W roku 1995 udział małżeństw ówcześnie bezdzietnych (takich, które nie mają dzieci lub których dzieci opuściły już dom rodzinny) w ogólnej liczbie rodzin stanowił 23,6%. Bezdzietność znacznie częściej występuje w miastach.
Europejskie badania z 2015 wykazują, iż kobieca bezdzietność w wieku 40–44 lat pozostaje niska (ok. 10%) w Bułgarii, Czechach, Estonii, na Węgrzech, Litwie, w Polsce, Portugalii, Rumunii i Rosji, umiarkowana (11–15%) we Francji, Belgii, Gruzji, Niemczech, Norwegii, na Słowacji, w Słowenii, Szwecji i Stanach Zjednoczonych oraz wysoka (ok. 20%) w Austrii, Włoszech, Finlandii, Holandii i Wielkiej Brytanii. Męska bezdzietność jest podwyższona (ponad 23% wśród mężczyzn w wieku 45–49) w Finlandii, Włoszech, Niemczech, Wielkiej Brytanii i Czechach.
W Stanach Zjednoczonych w 2002 odsetek osób bezdzietnych wyniósł 18% wśród kobiet i 23% wśród mężczyzn. Statystyki z 2005 wykazują, iż 20% Amerykanek w wieku 40–44 lat nigdy nie rodziło, zaś w 2014 liczba ta spadła do 15%. W 2001 w Kanadzie pary z różnych powodów bezdzietne i mieszkające razem stanowiły 41% wszystkich rodzin.

## Aspekty prawne i ekonomiczne
Bezdzietność wiąże się z szeregiem skutków prawnych: bezdzietnym małżeństwom nie przysługują pewne świadczenia socjalne ani ulgi w prawie podatkowym. Zmieniają się też zasady dziedziczenia ustawowego: prawo przyznaje żyjącemu małżonkowi 50% majątku zmarłego, reszta przydzielana jest rodzicom (jeśli żyją) i ewentualnemu rodzeństwu. Małżeństwo bezdzietne musi spisać testament, aby mieć pewność, że w przypadku śmierci jednego z małżonków drugie z nich dostanie większy spadek.
Według raportu Centrum im. Adama Smitha koszt wychowania jednego dziecka w Polsce (do pełnoletniości) mieści się w przedziale od 176 tys. do 200 tys. zł, a dwójki od 317 tys. do 368 tys. zł. W Stanach Zjednoczonych koszt wychowania jednego potomka wynosi ponad 230 000 dolarów. Pary bezdzietne dysponują więc większą swobodą rozporządzania swoimi funduszami.